# Redfield, South Dakota
Redfield är administrativ huvudort i Spink County i South Dakota. Orten har fått sitt namn efter järnvägsfunktionären J.B. Redfield. Enligt 2010 års folkräkning hade Redfield 2 333 invånare.